# A5 (Bulgarije)
De A5 of Tsjerno More (Bulgaars: Черно море) is een autosnelweg in Bulgarije. Als de weg voltooid is, zal hij van Boergas naar Varna lopen. De A5 zal dan 103 kilometer lang zijn.
Op dit moment is de A5 in gebruik tussen Varna en Zvezditsa. Vanaf 2014 zal de rest van de weg aan worden gelegd.
De weg is genoemd naar Zwarte Zee, in het Bulgaars Tsjerno More, waar de A5 langs loopt.

## Geschiedenis
De A5 heette oorspronkelijk A4. Op 6 augustus 2012 werden de nummer van de A3, A4 en A5 gewisseld. De A3 werd de A4, de A4 werd de A5 en de A5 werd de A3.
A1 - Trakija · 
A2 - Hemoes · 
A3 - Stroema · 
A4 - Maritsa · 
A5 - Tsjerno More · 
A6 - Europa · 
A7 - Veliko Tarnovo-Ruse · 
Noordelijke randweg van Sofia · 
Botevgrad-Vidin expresweg